# Château-Salins
Château-Salins (germană Salzburgen) este un oraș în nord-estul Franței, sub-prefectură a departamentului Moselle, în regiunea Lorena.
1. ↑  répertoire géographique des communes, accesat în 26 octombrie 2015
2. ↑  dataset of postal codes in France, 1 octombrie 2018